# Chiesa di Tsughrughasheni
La chiesa di Tsughrughasheni (in georgiano წუღრუღაშენი ეკლესია?) è una chiesa ortodossa del municipalità di Bolnisi, in Georgia. Si trova a circa due chilometri dalla basilica di Bolnisi Sioni, sulla riva destra del fiume Bolnisistsqali. Fu costruita tra il 1212 ed il 1222, probabilmente su ordine del re Giorgio IV. Sebbene abbia dimensioni più contenute, la chiesa è stilisticamente simile ad altri edifici georgiani di epoca medievale come il monastero di Pitareti, il monastero di Betania e quello di Kvatakhevi. L'edificio è ricco di ornamenti tipici della tradizione georgiana.

## Galleria d'immagini

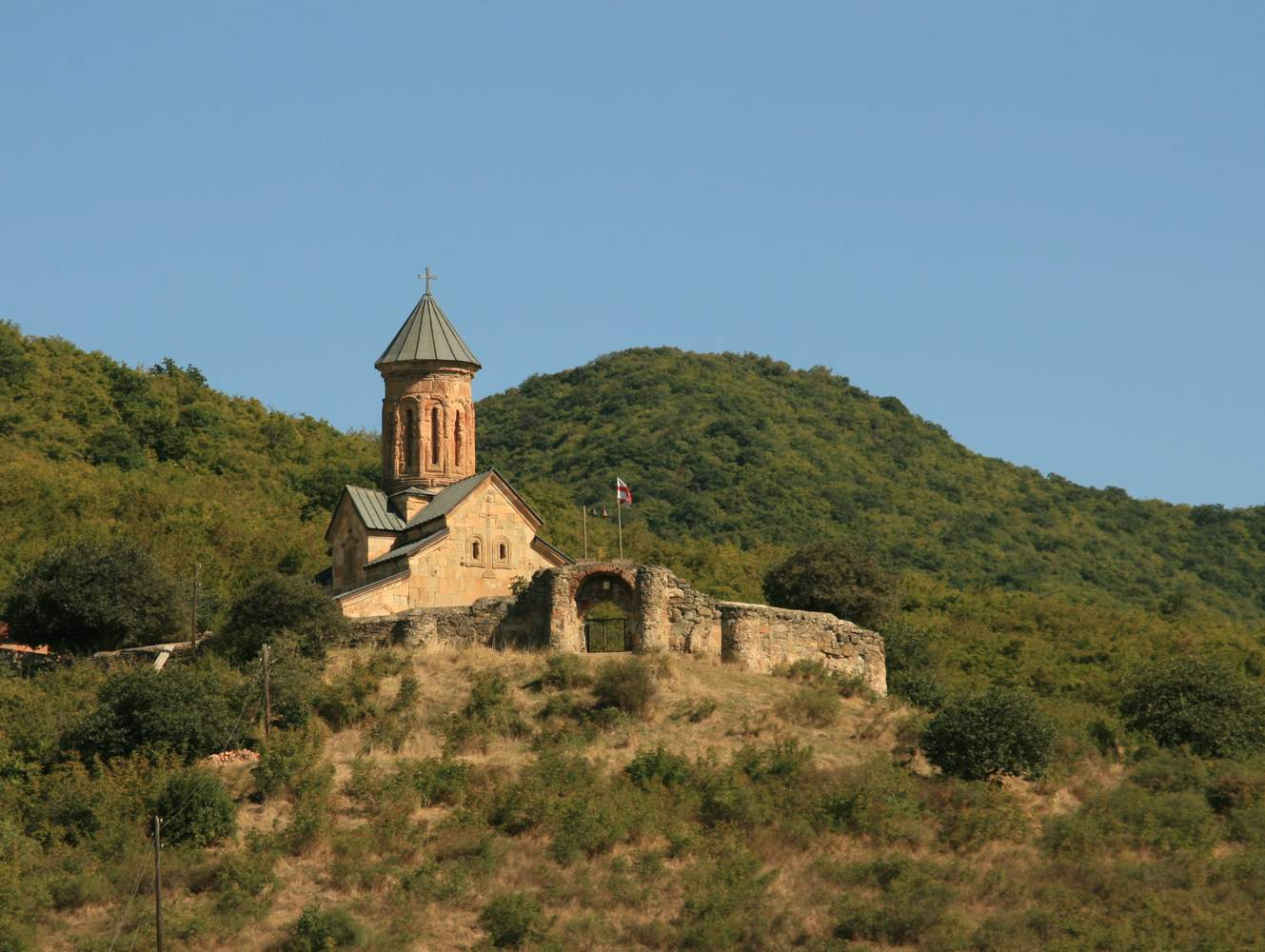
La chiesa e le mura
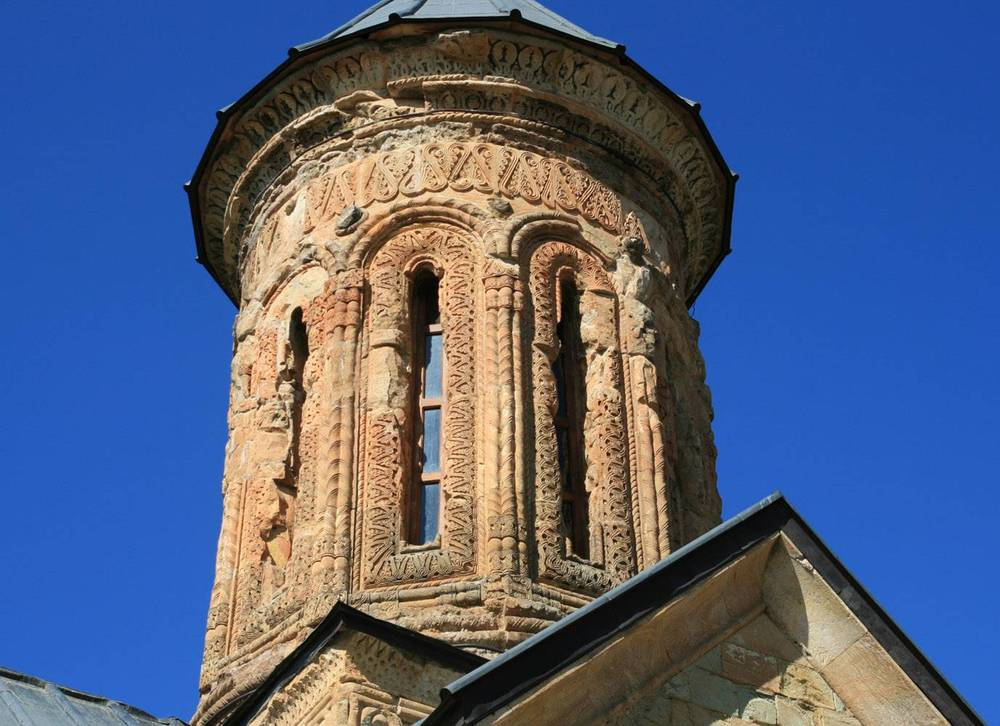
Particolare del tamburo
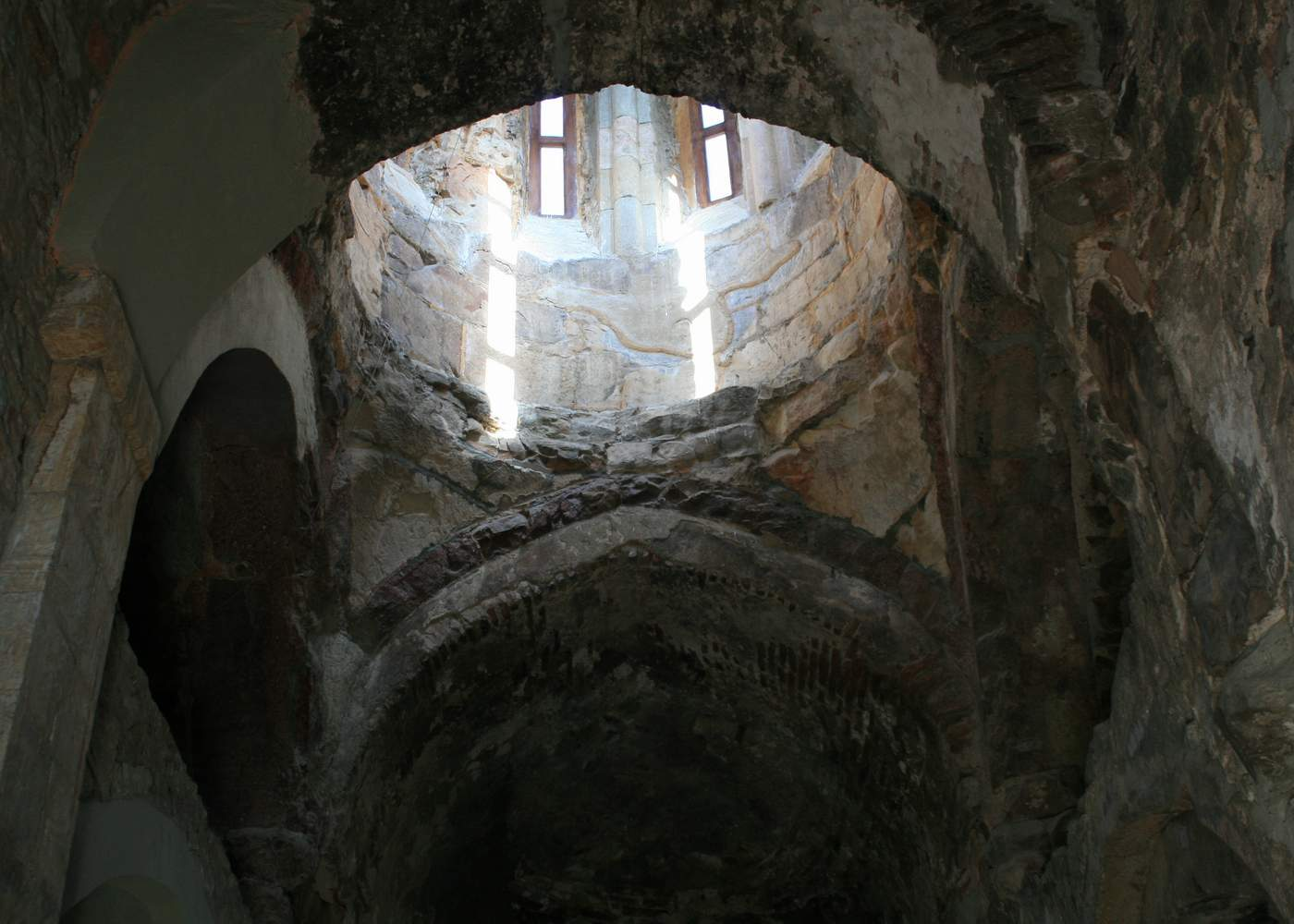
L'interno della chiesa